# La Voz Kids (programa de televisión estadounidense)
La Voz Kids fue un concurso de talentos estadounidense de habla hispana que fue emitido por la cadena de televisión Telemundo del 5 de mayo de 2013 al 10 de julio de 2016. Este formato consistía en elegir entre un grupo de concursantes (niños) a aquellos que destacaban por sus cualidades vocales sin que su imagen influyera en la decisión del jurado. Fue conducido por Jorge Bernal, Patricia Manterola y Daisy Fuentes en las primeras tres temporadas.

## Entrenadores y anfitriones
Los entrenadores en la primera temporada fueron Prince Royce, Paulina Rubio y Roberto Tapia. En la segunda temporada, Natalia Jiménez reemplazo a Paulina Rubio. Para la tercera temporada, Daddy Yankee y Pedro Fernández tomaron los lugares de Roberto Tapia y Prince Royce como los nuevos entenadres al lado de Natalia Jiménez. Todos los entrenadores permanecieron en la cuarta temporada. Roberto Tapia regresó en la cuarta temporada, pero ya no como entrenador.
| Temporadas | Temporadas      | Temporadas | Temporadas | Temporadas | Temporadas | Temporadas |
| Entrenador | Entrenador      | 1          | 2          | 3          | 4          |            |
| ---------- | --------------- | ---------- | ---------- | ---------- | ---------- | ---------- |
|            | Prince Royce    |            |            |            |            |            |
|            | Paulina Rubio   |            |            |            |            |            |
|            | Roberto Tapia   |            |            |            |            |            |
|            | Natalia Jiménez |            |            |            |            |            |
|            | Daddy Yankee    |            |            |            |            |            |
|            | Pedro Fernández |            |            |            |            |            |

Galería de 'Coaches'
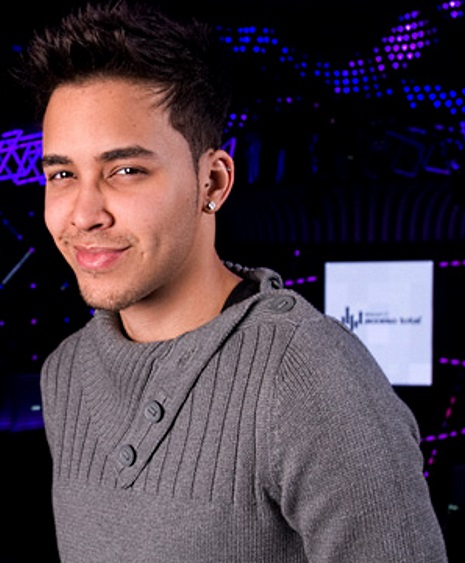
Prince Royce (2013-2014)
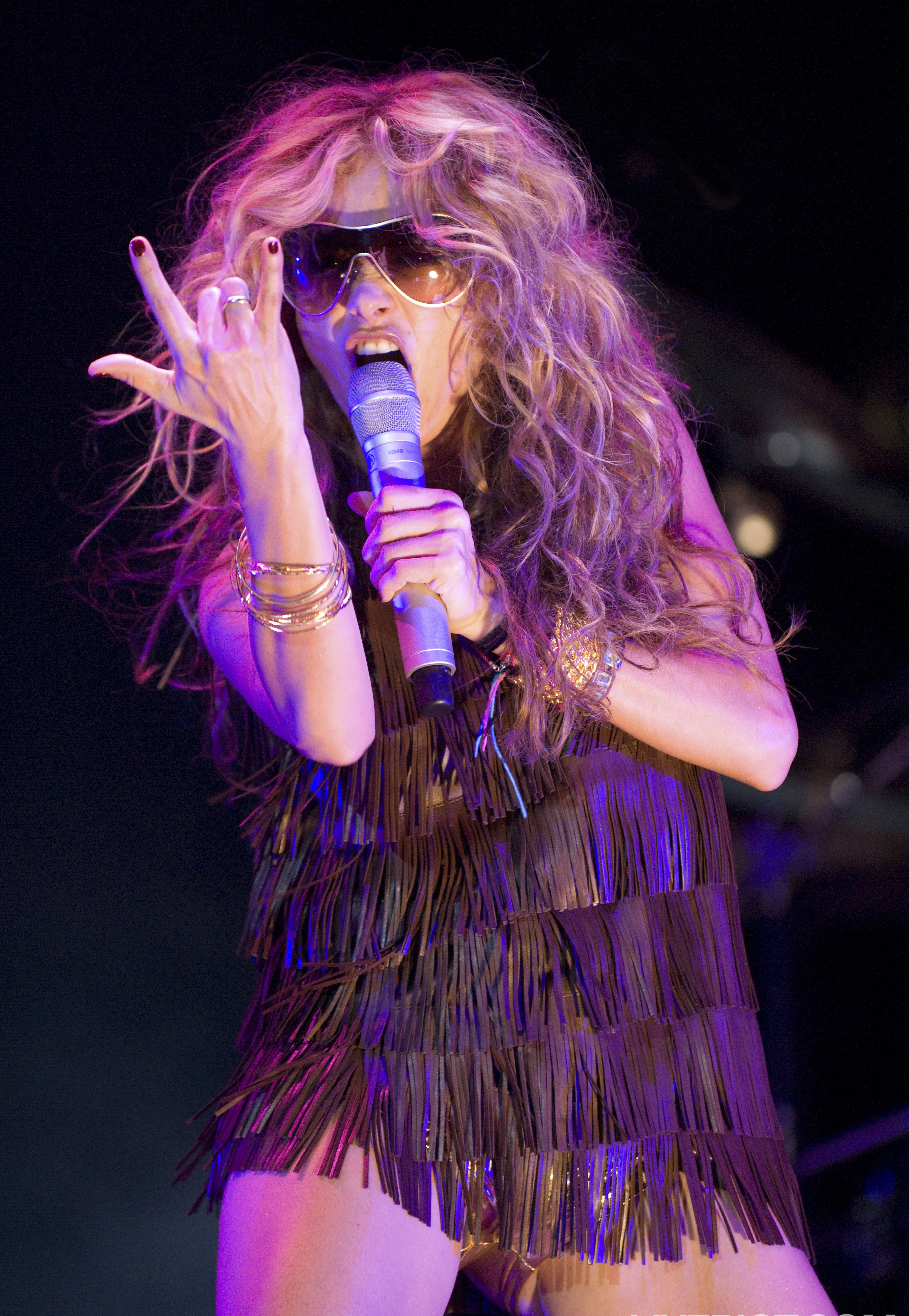
Paulina Rubio (2013)
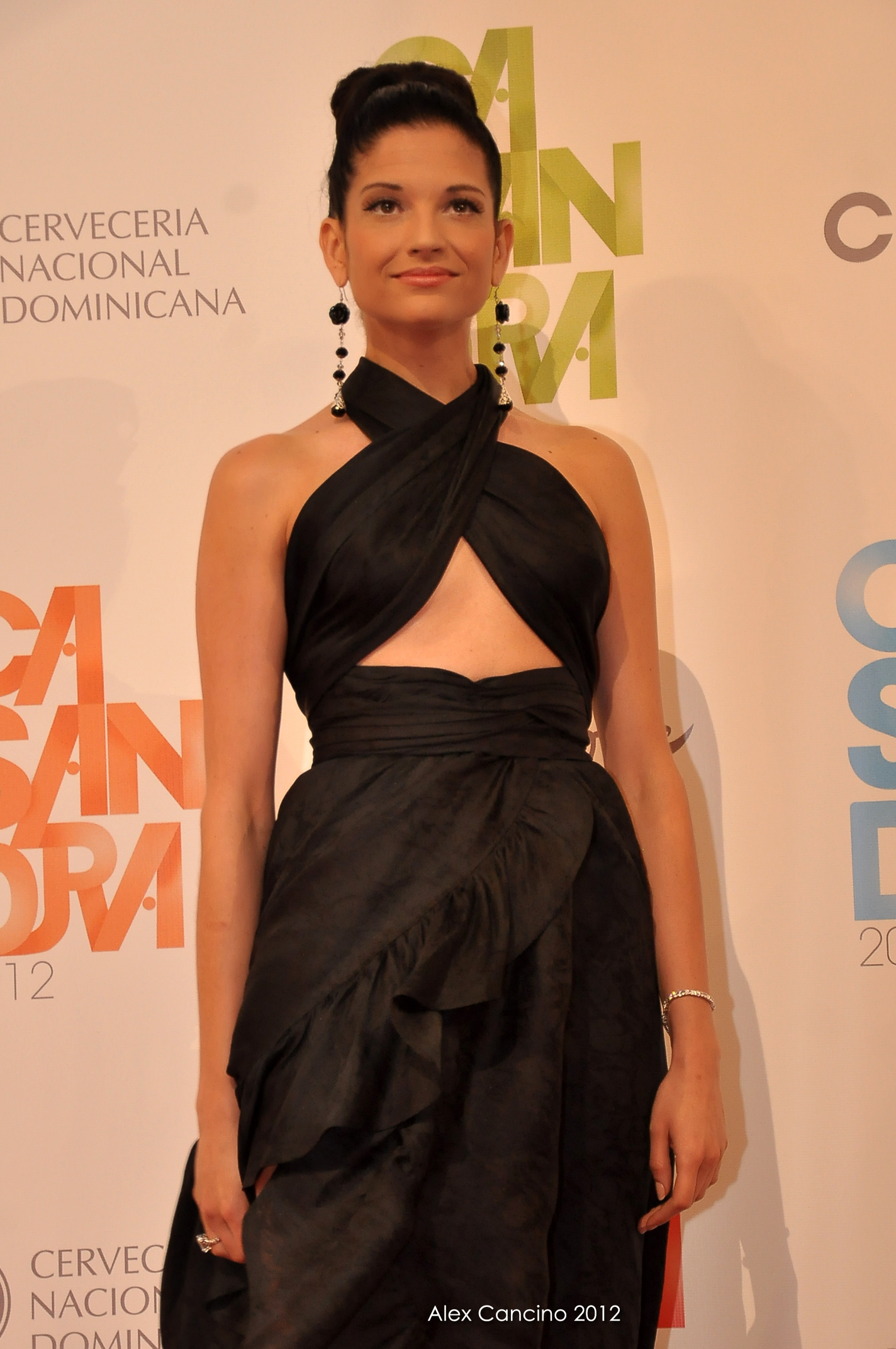
Natalia Jiménez (2014-2016)
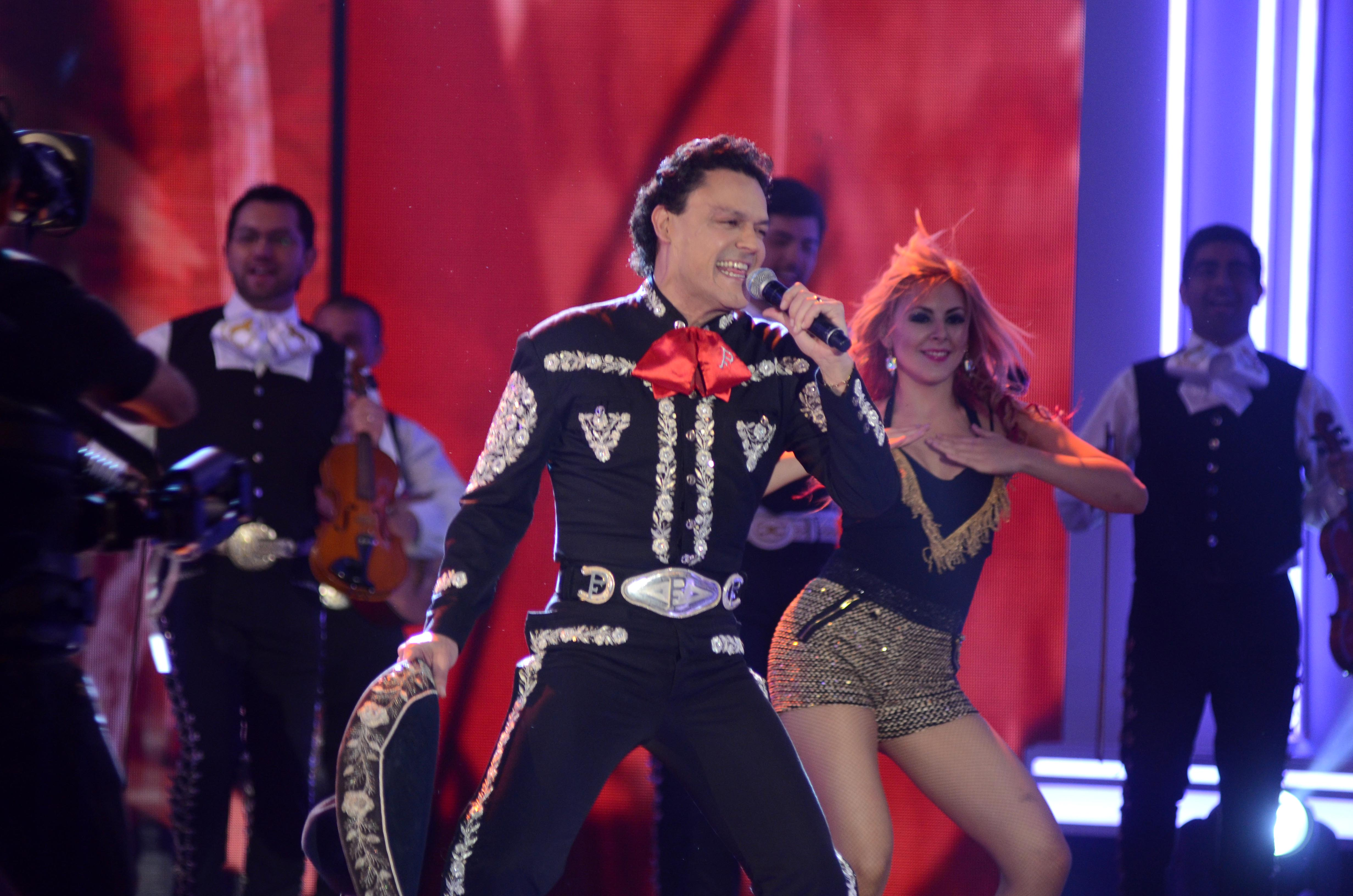
Pedro Fernández  (2015-2016)
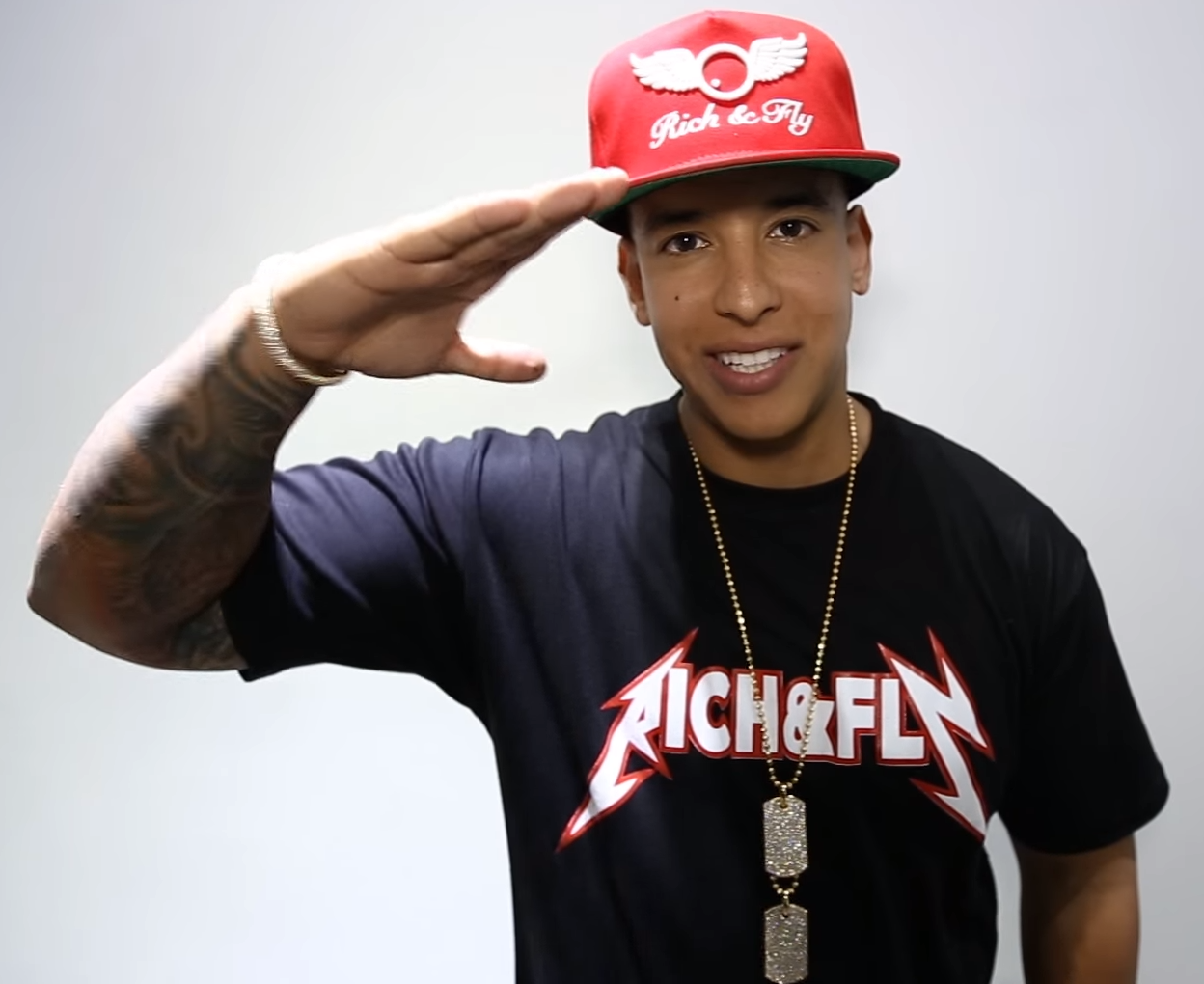
Daddy Yankee (2015-2016)

## Etapas
Para este concurso de canto se manejaban tres importantes etapas con las cuales se buscaba y formando y puliendo la que sería la mejor voz del país. 

### Etapa 1: Audiciones a ciegas
Esta fue la primera etapa. Los tres entrenadores estuvieron de espaldas a los participantes y se guiarían únicamente por su voz. Si la voz del concursante conquistaba al entrenador, este oprimía un botón que hizo girar la silla en la que el experto se encontraba y quedaba de frente al participante. De esta manera, demostró que deseaba que este participante formara parte de su equipo. Si más de un entrenador oprimía el botón, el participante tenía la opción de decidir con cual de los entrenadores quería entrenarse en esta competencia; pero si sólo un entrenador oprimía el botón, el concursante tuvo que irse automáticamente a su equipo. Si ninguno de los entrenadores oprimía el botón, significa que el participante no ha sido seleccionado y no podría formar parte de ningún equipo en la competencia.

### Etapa 2: Batallas
En esta etapa, los entrenadores se vieron obligados a reducir su equipo a la mitad. Tuvieron que enfrentar a tres de sus integrantes los cuales tenían que cantar en un escenario. Quienes se enfrentaron tenían que demostrar quién tenía la mejor voz. Al final, cada entrenador tomaría la decisión de eliminar a dos de ellos, quienes tuvieron que abandonar la competencia. Para que los entrenadores tuvieran una buena elección en cuanto a la mejor voz, fueron asesorados por otros cantantes.

### Etapa 3: Shows en vivo
Cada concursante tuvo que cantar para los entrenadores. Al final del programa, cada entrenador estaría en la obligación de elegir a los salvados de su equipo. La eliminación constaba de los dos nominados en riesgo de cada semana, el público se veía obligado salvar a unos de los nominados y los otros dos cantarían la canción con la que se presentaron en el programa. El entrenador tuvo que elegir quién sería el eliminado. Cuando el equipo fue reducido a tres concursantes, el entrenador anunciaba quien se iría a la siguiente ronda, donde el concursante esperaría a que el público eligiera de los dos nominados que quedaron, ya que entre el y el que quedaba, se enfrentaron para representar al entrenador, ya que en cada equipo, sólo habría uno para el final.

## Temporadas

### Primera temporada (2013)
Se estrenó el 5 de mayo. El 28 de julio, Paola Guanche del Equipo de Prince Royce de Cuba , ganó el 1.er Lugar.

### Segunda temporada (2014)
La segunda temporada del programa se estrenó el 16 de marzo. El  8 de junio, Amanda Mena del Equipo de Prince Royce de República Dominicana , ganó 1.er Lugar .

### Tercera temporada (2015)
La tercera temporada del programa se estrenó el 15 de marzo[3]. El domingo 7 de junio Jonael santiago  del Equipo de Natalia Jiménez de PR , ganó el 1.er Lugar. 

### Cuarta temporada (2016)
La cuarta temporada del programa se estrenó el 17 de abril. El domingo 10 de julio Christopher Rivera de Puerto Rico 🇵🇷 equipo de Natalia, ganó el 1.er lugar.

## Equipos
La voz (Ganador).
     Segundo lugar
     Tercer lugar
     Eliminados en la final
     Participantes eliminados en la semifinal
     Participantes eliminados en los Shows en vivo
     Participantes eliminados en las Batallas

### Primera temporada
| Entrenador    | Entrenador | Roberto Tapia       | Paulina Rubio      | Prince Royce        |
| Mentor        | Mentor     | Olga Tañón          | Luis Fonsi         | Frankie J           |
| ------------- | ---------- | ------------------- | ------------------ | ------------------- |
| Participantes | 01         | Alan Ponce          | Alanis González    | Paola Guanche       |
| Participantes | 02         | Hugo Ramos          | Alondra Santos     | Sean Oliu           |
| Participantes | 03         | Brian Torres        | Jennifer Ruby      | Amanda Pineda       |
| Participantes | 04         | Jeidimar Rijos      | Adam Díaz          | Geoffrey de la Cruz |
| Participantes | 05         | Emily Sánchez       | Kim Lozano         | Ángela Rodríguez    |
| Participantes | 06         | Martha Yama Castro  | Kemily Corrales    | Hurielzu Larios     |
| Participantes | 07         | Johana Angúlo       | Kayley Ortega      | Lisbet León         |
| Participantes | 08         | Wendy Sarmiento     | Sebastián Herrero  | Laura Durán         |
| Participantes | 09         | Eric Rivas          | Stephanie Ferrer   | Eloy Chávez         |
| Participantes | 10         | Thais Rodríguez     | Iris García        | Jaswiry Morel       |
| Participantes | 11         | Madalyn Hernández   | Andrea Ríos        | Virgina Alonso      |
| Participantes | 12         | Ariana Núñez        | Jessica Martínez   | Brian Muñóz         |
| Participantes | 13         | Valentina Kusanovic | Alesiram Mesa      | Kímberly García     |
| Participantes | 14         | Edgar Chávez        | Yensid Anderson    | Ryan Miscaeno       |
| Participantes | 15         | Gabriela Sepúlveda  | Montserrat Venegas | Ezequiel Pujón      |
| Participantes | 16         | Christian González  | Nicole Herrera     | Adrián Ascencio     |
| Participantes | 17         | Cristopher Vega     | Alexis Chapa       | Jamil Suazo         |
| Participantes | 18         | Miguel Ángel Millán | Axel Rojas         | Antonio Morales     |

### Segunda temporada
| Entrenador    | Entrenador | Roberto Tapia       | Natalia Jiménez      | Prince Royce      |
| Mentor        | Mentor     | Diana Reyes         | Kany García          | Yandel            |
| ------------- | ---------- | ------------------- | -------------------- | ----------------- |
| Participantes | 01         | Natalia Loya        | Leslie Mendoza       | Amanda Mena       |
| Participantes | 02         | Abril Cisneros      | Yanelis Rivera       | Dorothy Milary    |
| Participantes | 03         | Jackelyn Barrera    | Patricia Rosario     | Angely Rabsatt    |
| Participantes | 04         | Gilmarie Villanueva | Aimée Mirandaa       | Juan Manuel Vélez |
| Participantes | 05         | Nayeli Rodríguez    | Samantha Tiscareno   | Destiny Ron       |
| Participantes | 06         | Diego Revilla       | Abel González        | Yoandry Cabrera   |
| Participantes | 07         | Ruby Saavedra       | Jayshangelise García | Sarah Silva       |
| Participantes | 08         | Erick Domínguez     | Yailenys Pérez       | Daniel Casillas   |
| Participantes | 09         | Angelina Green      | Xairexis García      | Karina Tirado     |
| Participantes | 10         | Génesis Paz         | Danielle Rubio       | Daniela Ramos     |
| Participantes | 11         | Jasmín Sillero      | Gabriel Montañéz     | Ashely Romero     |
| Participantes | 12         | Liza Morales        | Luis García          | Yorgelys Williams |
| Participantes | 13         | Paola Estrella      | Gabriel Arreondo     | Marangelys Vicens |
| Participantes | 14         | Jeshua Vázquez      | Italia Pérez         | Génesis Rodríguez |
| Participantes | 15         | Christo Escalante   | Jaitza González      | Yarel Padilla     |
| Participantes | 16         | Jacob Anderson      | Julyanna Fimbres     | Sachielly Mercado |
| Participantes | 17         | Jonathan Pagán      | Celeste Lozano       | Jon Rivera        |
| Participantes | 18         | Julio Yáñez         | Isaac Jiménez        | Angelito García   |

### Tercera temporada
| Entrenador    | Entrenador | Pedro Fernández                   | Natalia Jiménez   | Daddy Yankee        |
| Mentor        | Mentor     | Víctor Manuelle                   | Maluma            | Becky G             |
| ------------- | ---------- | --------------------------------- | ----------------- | ------------------- |
| Participantes | 01         | Shanty Zumaya                     | Jonael Santiago   | Franser Pazos       |
| Participantes | 02         | Milenia Pérez                     | Alberto Castro    | Jersen Ruiz         |
| Participantes | 03         | Brianna Arteaga                   | Jesús Esquer      | Jorge Cruz          |
| Participantes | 04         | Wildania Aquino                   | América Vázquez   | Samantha Ríos       |
| Participantes | 05         | Mónica Canedo                     | Antonella Henao   | Arnold Cruz         |
| Participantes | 06         | Estefani López                    | Priscila Naranjo  | Janely Rosa         |
| Participantes | 07         | María Isabel Eguino               | Alondra Suárez    | María Teresa Eguino |
| Participantes | 08         | Ashley Acosta                     | Aylin de la Garza | Rosy Rodríguez      |
| Participantes | 09         | Angie Vázquez                     | Isabel Sánchez    | Laura Isabel        |
| Participantes | 10         | Javier Centeño                    | Jaqueline Collazo | Delia Acosta        |
| Participantes | 11         | Joe Fata                          | Cristal Guzmán    | Keily Valenzuela    |
| Participantes | 12         | Karina De Jesús "Karina Recamier" | Rocío Muñoz       | Isabella McDonald   |
| Participantes | 13         | Thalia Plasencio                  | Merlyn García     | Leosmany Castillo   |
| Participantes | 14         | Ámbar Chanel Rivera               | Vreny Novillo     | Danny Peña          |
| Participantes | 15         | Ángel González                    | Yarialis Cintron  | Valeria Gómez       |
| Participantes | 16         | Jesús Urbina                      | Lluvia Macias     | Hiram Silva         |
| Participantes | 17         | Tiffany Galaviz                   | Camilo Velásquez  | José Pacheco        |
| Participantes | 18         | Giselle López                     | Lea Del Castillo  | Emily Cortez        |

### Cuarta temporada
| Entrenador    | Entrenador | Pedro Fernández       | Natalia Jiménez    | Daddy Yankee        |
| Mentor        | Mentor     | N/A                   | Roberto Tapia      | Gilberto Santa Rosa |
| ------------- | ---------- | --------------------- | ------------------ | ------------------- |
| Participantes | 01         | Alejandra Gallardo    | Christopher Rivera | Axel Cabrera        |
| Participantes | 02         | Joel Treviño          | Magallie Montiel   | Carmen Sánchez      |
| Participantes | 03         | Samantha "Sammy Blue" | Jossue             | Daniel Fernández    |
| Participantes | 04         | Brian Anaya           | Isaac Torres       | José Ulloa          |
| Participantes | 05         | Ángel González        | Sharon Pacheco     | Valeria Jauregui    |
| Participantes | 06         | Luis Gómez            | Ruth Morales       | Francheska Olazabal |
| Participantes | 07         | Gabriel Roldan        | Yandel Castro      | Shiarette Contreras |
| Participantes | 08         | Gumaro González       | José               | Vicky Carbonell     |
| Participantes | 09         | Tristán Ramírez       | Vanesa Wong        | Valeria Aviles      |
| Participantes | 10         | Alexis Pérez          | Manuela María      | Valeria Cruz        |
| Participantes | 11         | Alaia Mendoza         | Jolette Rivera     | Miguel Morin        |
| Participantes | 12         | Chloe Wheeler         | Nicole Rivera      | Joseph Reyes        |
| Participantes | 13         | Raven Díaz            | Sofía Hurtado      | Sophía Figueroa     |
| Participantes | 14         | Yajahira Herrera      | Francisco García   | Eddie Rodríguez     |
| Participantes | 15         | Dulce Pérez           | Adamari Cruz       | Katherine Aponte    |